# Giuseppe Mercalli
Giuseppe Mercalli (Milano, 21 maggio 1850 – Napoli, 18 marzo 1914) è stato un geologo, sismologo, vulcanologo e sacerdote cattolico italiano, ideatore della scala Mercalli che misura l'intensità macrosismica di un terremoto attraverso l'osservazione dei danni e delle modificazioni ambientali prodotte da esso.

## Biografia
Terzogenito dei cinque figli degli artigiani tessili Carlo e Carolina De Simone, studiò al seminario di Monza per la cultura letteraria e scientifica, quindi fu allievo del geologo Antonio Stoppani. Nel 1872 è ordinato sacerdote; due anni più tardi, consegue la laurea in Scienze naturali. Insegna quindi scienze naturali al seminario di Monza. Al periodo 1880-1913 si può circoscrivere la sua attività di ricerca. Studia inizialmente i depositi glaciali alpini in Lombardia, dunque diventa insegnante di scuole secondarie religiose a Monza, per le quali realizza anche testi scolastici.

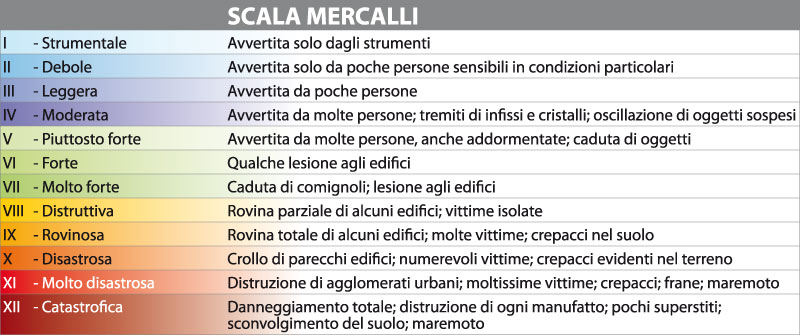
Scala Mercalli tabella

Insegna successivamente al real collegio di Reggio Calabria, per poi ottenere la libera docenza e diventare professore di geologia e mineralogia all'Università di Catania.
A partire dal 1892 insegna vulcanologia e sismologia all'Università di Napoli. Nella stessa città, nel 1911, sostituisce Vittorio Matteucci come direttore dell'Osservatorio Vesuviano. Progetta una riforma dell'osservatorio stesso, basata su un programma di ricerca che prevedeva lo studio del vulcano partenopeo e delle sue eruzioni, la registrazione dell'attività sismica e presismica (precursori), oltre all'osservazione e valutazione dei risultati di misurazioni sul campo.
Nel periodo che va dal 1892 al 1911, frattanto, insegna come professore reggente al liceo "Vittorio Emanuele" di Napoli maestro, tra gli altri, di Giuseppe Moscati. Fra i suoi collaboratori, Achille Ratti, che sarebbe salito al soglio pontificio come Pio XI, del quale Mercalli era stato professore ai tempi del Seminario di Milano e del quale rimase sempre amico.

Il 18 marzo 1914 muore tragicamente nel rogo che si sviluppa in casa propria, in via Sapienza 23 a Napoli, secondo l'ipotesi della magistratura 
()
 mentre Camille Flammarion avanzò l'ipotesi di una rapina secondo quanto riferito dalla polizia.

Un francobollo dedicato a Mercalli in occasione del centenario dalla sua morte.

## Opere
Membro di importanti associazioni scientifiche, pubblicò circa 115 tra studi, ricerche e osservazioni su pubblicazioni periodiche; realizzò per primo una carta sismica del territorio italiano, dopo aver posto il problema di tale lacuna. Diventò celebre per la scala che porta il suo nome (scala Mercalli), che misura l'intensità delle scosse sismiche in base agli effetti prodotti. La scala,  inizialmente di dieci gradi, fu modificata una prima volta nel 1908 a seguito del terremoto di Messina aggiungendovi un ulteriore grado, e poi di nuovo successivamente fino ad arrivare ad essere composta di 12 gradi e diventare nota come scala MCS (Mercalli, Cancani e Sieberg).
Venne insignito dell'onorificenza di Cavaliere della Corona d'Italia per meriti scientifici.
Dà il nome alla sindrome di Mercalli, detta anche "sindrome cenestetica inesplicabile", che è l'insieme di reazioni che colpiscono soprattutto gli animali prima dei sismi, come nausea, eccitazione nervosa e tremolio delle membra.

### Pubblicazioni
Tra i suoi numerosi studi di sismologia e vulcanologia si ricordano in particolare le monografie I vulcani attivi della Terra (1889) e gli studi sui terremoti di Casamicciola (1883), delle Isole Pontine (1892) e di Messina (1908).
- Studi su Vesuvio, Stromboli e Vulcano
- I vulcani e i fenomeni vulcanici in Italia (Milano, Francesco Vallardi, 1883), Terzo volume della Geologia d'Italia
- Il terremoto di Lombardia (1884)
- Il terremoto di Lecco (1887)
- Il terremoto dell'Andalusia (1897)
- I vulcani attivi della Terra (Milano 1897)
- Notizie vesuviane (1901-1907)
- Studi sui terremoti della Calabria meridionale
- Il risveglio del Vesuvio (1913)
- Studi sui fenomeni del bradisismo del Serapeo e della Solfatara